# Festival Flamenco Mártir Santa Eulalia
El Festival Flamenco Mártir Santa Eulalia fue un festival de música flamenca celebrado en Mérida (España) desde 1989 hasta 2010. Durante sus veinte ediciones reunió a cantaores, guitarristas y bailarines provenientes principalmente de las provincias de Badajoz, Sevilla y Murcia, así como de otras zonas de Andalucía.

## Historia
Durante los primeros años, el festival se celebró en el Teatro Cine María Luisa. Más tarde pasó a celebrarse en el Centro Cultural Alcazaba. En la edición XIII, celebrada en 2002, actuó al cante Juan Rodríguez. En la edición XVII, celebrada en 2007, actuaron, al cante, Alicia Gil, Israel Paz y Juanita Cruz; y al toque, Francis Pinto, Lito Espinosa y Joaquín Muñino. En la edición XVIII, celebrada en 2008, actuaron Manolo Limón y Pastora Olivera al cante, y Francis Pinto, Juan Cabeza y Joaquín Muñino al toque. En la edición XIX, celebrada en 2009, actuaron Israel Paz, Matías de Paula y Jesús Rubén López al cante, y Francis Pinto y Joaquín Muñino al toque. En la edición XX, celebrada en 2010, actuaron Pedro Cintas, Juan Fernando González, Montse Pérez y Juan Rodríguez Ramírez al cante, y Antonio Carrión, Joaquín Muñino y Juan Manuel Moreno al toque.
El festival interrumpió su celebración a partir de 2010 debido a dificultades económicas. En 2014, el presidente de la asociación organizadora Félix Mora Dávila, se mostró dispuesto a recuperar el festival si se conseguían los fondos necesarios.